# 보비 록우드
보비 록우드(Bobby Lockwood, 1993년 5월 24일 ~ )는 잉글랜드의 배우이다.

## 출연 작품
- 덩케르크 - 선원 역
- 아웃포스트 - 케빈 톰슨 역
- 아웃사이드 더 와이어 - 레기 역